# San Petronio (Miguel Ángel)
El San Petronio es una escultura juvenil de Miguel Ángel, ejecutada entre el 1494 y 1495 encontrándose colocada en la basílica de Santo Domingo en Bolonia.

## Descripción y características
La obra representa a San Petronio, obispo y patrono de Bolonia, fue ejecutada en un mármol ya esbozado por Niccolò dell'Arca. La figura de sesenta y cuatro centímetros, sostiene entre ambas manos la representación de la propia ciudad, cercada por la muralla donde se distinguen las torres Garisenda y de los Asinelli.
Se aprecia la influencia de Jacopo della Quercia en la disposición de los ropajes y de los pintores de Ferrara, especialmente con la de Cosimo Tura.